# Sările-Cătun
Sările-Cătun – wieś w Rumunii, w okręgu Buzău, w gminie Sărulești. W 2011 roku liczyła 16 mieszkańców.